# Christine Cavanaugh
Christine Josephine Cavanaugh, nata Sandberg (Layton, 16 agosto 1963 – Cedar City, 22 dicembre 2014), è stata un'attrice e doppiatrice statunitense.

## Biografia
Figlia di Waldo Eugene Sandberg e Reta Mason, a quindici anni viene adottata dai coniugi Kirl e Linda Johnson, dopo che la sua matrigna, Margaret Sandberg, morì.

### Inizi e carriera
Nata a Layton, nello Utah, il 16 agosto 1963, inizia la sua carriera nel mondo del cinema doppiando Ocalina Mallard, la figlia adottiva del protagonista nella serie animata Darkwing Duck fino a doppiare anche Chuckie Finster ne I Rugrats. Nel 1995 doppia il maialino Babe nel film Babe - Maialino coraggioso. Fu chiamata per riprendere tale ruolo anche nel sequel, ma dovette rinunciare per problemi personali e venne sostituita da Elizabeth Daily. Ha anche prestato la voce di Dexter nella serie animata Il laboratorio di Dexter.
È stata anche attrice nei film Aaron Gillespie Will Make You a Star e Jerry Maguire.

### Morte
Morì di leucemia il 22 dicembre 2014, all'età di 51 anni. Il suo corpo fu cremato e le sue ceneri sparse nel Grande Lago Salato.

## Filmografia parziale

### Attrice

#### Cinema
- Aaron Gillespie Will Make You a Star, regia di Massimo Mazzucco (1995)
- Jerry Maguire, regia di Cameron Crowe (1996)

#### Televisione
- Cin cin (Cheers) - serie TV, 1 episodio (1990)
- Il cane di papà (Empty Nest) - serie TV, 1 episodio (1991)
- Ma che ti passa per la testa? (Herman's Head) - serie TV, 1 episodio (1992)
- Wings - serie TV, 1 episodio (1993)
- Frasier - serie TV, 1 episodio (1993)
- X-Files (The X-Files) - serie TV, 1 episodio (1997)
- Tutti amano Raymond (Everybody Loves Raymond) - serie TV, 1 episodio (1997)
- Una fortuna da cani (You Lucky Dog) - film TV, regia di Paul Schneider (1998)
- E.R. - Medici in prima linea (ER) - serie TV, 1 episodio (2000)

### Doppiatrice

#### Cinema
- Babe - Maialino coraggioso (Babe), regia di Chris Noonan (1995)
- Balto, regia di Simon Wells (1995)

#### Televisione
- Darkwing Duck (1991-1992)
- Aaahh!!! Real Monsters (1994-1997)
- Il laboratorio di Dexter (Dexter's Laboratory) - serie TV (1995-2002)
- I Rugrats (Rugrats) (1991-2002)
- Sonic (seconda serie animata 1993) Bunnie Rabbot (1993-1994)

## Doppiatrici italiane
Nelle versioni in italiano delle opere in cui ha recitato, Christine Cavanaugh è stata doppiata da:
- Mavi Felli in X-Files

Da doppiatrice è stata sostituita da:
- Lorenzo De Angelis in Babe, maialino coraggioso
- Antonella Baldini in Darkwing Duck (Ocalina Mallard)
- Sonia Scotti in Darkwing Duck (Camilla)
- Angiolina Gobbi in I Rugrats (1º doppiaggio)
- Tatiana Dessi in I Rugrats (2º doppiaggio)
- Ilaria Stagni in Il laboratorio di Dexter (1º doppiaggio)
- Federica Valenti in Il laboratorio di Dexter (2º doppiaggio)